# Sphinctanthus aurantiacus
Sphinctanthus aurantiacus är en måreväxtart som först beskrevs av Paul Carpenter Standley, och fick sitt nu gällande namn av Folke Fagerlind. Sphinctanthus aurantiacus ingår i släktet Sphinctanthus och familjen måreväxter. Inga underarter finns listade i Catalogue of Life.